# Demir Gökgöl

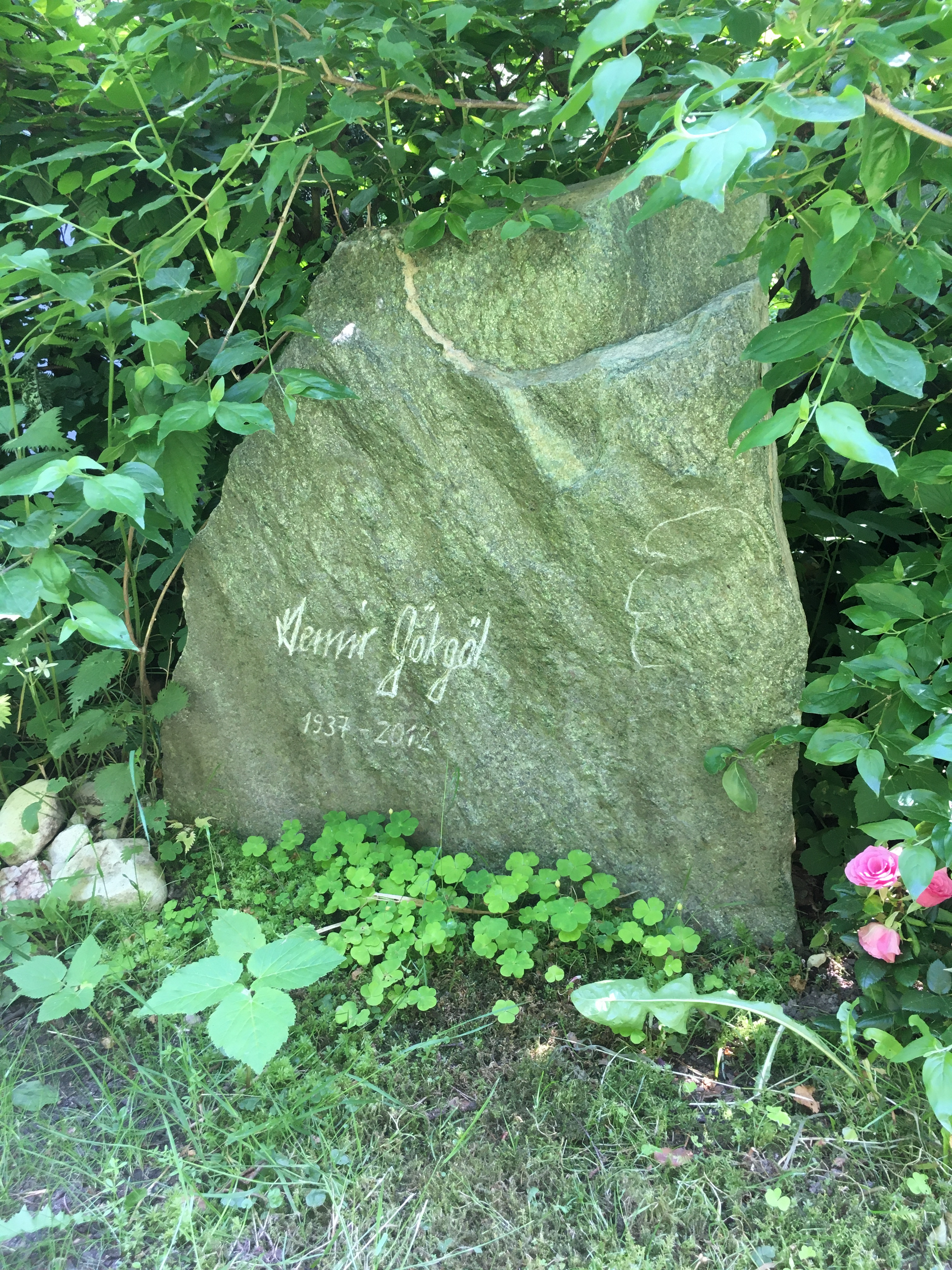
Grabstätte Demir Gökgöl auf dem Friedhof Ohlsdorf

Demir Gökgöl (* 15. Juli 1937 in Istanbul; † 22. März 2012 in Hamburg) war ein türkischer Schauspieler, der in Deutschland lebte und arbeitete.

## Leben
Geboren 1937 in Istanbul erhielt Gökgöl seine Ausbildung zum Schauspieler in Wien. Danach hatte er diverse Engagements in der Türkei sowie beim lokalen Staatsrundfunk in Istanbul.
1968 wanderte Gökgöl nach Deutschland aus, wo er bis zu seinem Tod als Film- und Fernsehschauspieler zahlreiche, zum Teil beachtete Rollen spielte sowie Synchronarbeiten übernahm. Daneben arbeitete er weiterhin im Theaterbereich. Darüber hinaus betätigte sich der Schauspieler als Rezitator von Dichtern wie Bertolt Brecht, Nazım Hikmet oder Orhan Veli. Mit Gedichten von Nazım Hikmet besprach Gökgöl beispielsweise zwei Hörbücher.
Am 22. März 2012 erlag Gökgöl im Alter von 75 Jahren in Hamburg einem Kehlkopfkrebs-Leiden. Seine letzte Ruhestätte fand er auf dem dortigen Friedhof Ohlsdorf im Planquadrat V 10 nördlich von Kapelle 1. 

## Filmografie (Auswahl)
- 1986: 40 qm Deutschland
- 1992: Auge um Auge
- 2002: Erkan und Stefan gegen die Mächte der Finsternis
- 2004: Gegen die Wand
- 2006: Meine verrückte türkische Hochzeit
- 2006: Wut
- 2008: Evet, ich will!
- 2008: Tatort: Auf der Sonnenseite
- 2009: Soul Kitchen
- 2010: Zeiten ändern dich
- 2010: Die Fremde
- 2011: Tatort: Leben gegen Leben

## Weiterführende Literatur
- Michael Richter: gekommen und geblieben. Deutsch-Türkische Lebensgeschichten. Edition-Körber-Stiftung, Hamburg 2003, ISBN 3-89684-048-7.